# Центр культурних послуг міста Чортків імені Катерини Рубчакової
Центр культурних послуг міста Чортків імені Катерини Рубчакової — народний дім, культурна установа міста Чорткова на Тернопільщині; пам'ятка архітектури місцевого значення, охоронний номер 75.

## Відомості
Побудований напередодні Першої світової війни в 1908—1912 роках на кошти польського населення міста з ініціативи тодішнього бургомістра Чорткова Людвіга Носса, і слугував центром розвитку культури та спорту у місті й повіті. Діяло військово-спортивне товариство «Сокіл».
У 2006 році визнаний найкращим закладом культури Тернопільської області.
26 лютого 2021 року Чортківський міський комунальний будинок культури імені Катерини Рубчакової перейменовано в Центр культурних послуг міста Чортків імені Катерини Рубчакової.

## Діяльність
| Рік  | Назва пісні                                                  | Посилання на YouTube |
| ---- | ------------------------------------------------------------ | -------------------- |
| 2021 | Чому — квартет Optimus                                       |                      |
| 2021 | Ave Maria — G.Caccini                                        |                      |
| 2021 | Заспіваймо пісню за Україну — Optimus                        |                      |
| 2021 | «Я — Україна» — Раїса Обшарська                              |                      |
| 2021 | Золоті ворота                                                |                      |
| 2021 | До правди кличе Христос                                      |                      |
| 2021 | Jules Massenet / Ж.Массне — Елегія                           |                      |
| 2021 | Щастя два крила на двох — Олег Малик                         |                      |
| 2021 | «Я — Україна» — Раїса Обшарська                              |                      |
| 2021 | Рубрика «Тет-а-Тет» Art Culture Chortkiv — Назар Турковський |                      |
| 2021 | Рубрика «Тет-а-Тет» Art Culture Chortkiv — Володимир Шматько |                      |
| 2021 | Сам У Клубі ремейк на фільм «Сам удома»                      |                      |
| 2021 | Гуцульський танець                                           |                      |
| 2021 | Голгофа голодної смерті                                      |                      |
| 2021 | Цвіте терен — a capella — FOLKLORIA                          |                      |
| 2021 | Культура Новини Події — Випуск до Дня Волонтера              |                      |
| 2021 | Рубрика «Тет-а-Тет» Art Culture Chortkiv — Олег Цуркан       |                      |
| 2021 | Культура Новини Події — випуск до Дня Миколая                |                      |

## Керівництво
Директори[джерело?]
- Маньков І. С. (1948—1949)
- Станіславський В. С. (1949—1956)
- О. Сабанін (1956)
- Марія Чайка (1956—1957)
- Панас Карабіневич (1957—1961)
- Ліщук Лідія Михайлівна (1961—1962)
- Василь Єрмолайович Губанов (1962—1989)
- Галина Сушельницька (1989)
- Шувар Адам Дмитрович (1989—1995)
- в.о. Хрик Адріана Іванівна (1995—2003)
- Овод Йосифа Йосипівна (2003[5]—2018)
- Майданик Людмила Дмитрівна (в.о. 2018—2021, 2021)
- Турковський Назар Володимирович (від 2021[6])